# Боули, Артур
Сэр А́ртур Ла́йон Бо́ули (англ. Arthur Lyon Bowley; 6 ноября 1869, Бристоль, — 21 января 1957, Суррей) — британский экономист и статистик, автор закона Боули. Первый выделил диаграмму «стебель-листья».

## Биография
Боули родился в Бристоле в 1869 году в семье викария и учительницы, отец Джеймс Уильям Лайон Боули умер в 1870 году, когда Боули был ещё мал. Боули получил среднее образование в религиозной школе-интернате Госпиталя Христа в Лондоне.
После поступил и получил степень бакалавра в 1891 году в Тринити-колледже Кембриджского университета.
В 1893—1899 годах преподавал математику в школе Сент-Джонс в Летерхеде.
С 1895 года начал преподавать в Лондонской школе экономики, а с 1919 года первым заведующим кафедрой статистики в Лондонской школе экономики до ухода на пенсию в 1936 году.
В 1900 году он был принят лектором по математике, а с 1907 года профессором математики и экономики в Юниверсити-колледже в Рединге.
В 1940—1944 годах был директором Оксфордского института статистики
.
В 1922 году стал членом Британской академии, в 1938—1939 годах был назначен президентом Эконометрического общества, а в 1938—1940 годах — президентом Королевского статистического общества, с 1949 года — почётный президент Международного института статистики
.
Боули умер 21 января 1957 года.

## Основной вклад в науку
Боули является открывателем закона Боули — гипотезы о постоянстве доли заработной платы в национальном доходе.
Его книга «Математические основы экономики» от 1924 года суммировала все передовые математические методы того времени, предложенных Курно, Джевонсом, Парето, Эджуортом, Маршаллом, Пигу и надолго оставалась единственной книгой по математическим методам в экономике.

## Награды
За свои достижения в области экономики Боули был отмечен различными наградами:
- 1892 — стипендия Кобдена за лучшее эссе «Английская внешняя торговля в XIX веке»,
- 1894 — премия Адама Смита за эссе «Изменения среднего уровня заработной платы в Соединенном Королевстве в период 1860—1891 гг.»,
- 1895 — Серебряная медаль Гая[англ.] от Королевского статистического общества,
- 1935 — Золотая медаль Гая[англ.] от Королевского статистического общества,
- 1950 — пожалован титул рыцаря.